# Сімон Гехтер
Сімон Гехтер (Саймон Гехтер, нім. Simon Gächter; 8 березня 1965, м. Ненцінг, Форарльберг) — австрійський економіст, який має також англійське громадянство, професор «Психології прийняття економічних рішень» в університеті Ноттінгема. Областю наукових інтересів є поведінкова і експериментальна економіка, економіка праці, економіка організацій і теорія ігор.

Він є членом Європейської економічної асоціації

## Біографія
Народився 8 березня 1965 року в місті Ненцінг, на території федеральної землі Форарльберг.
У 1979—1984 роках він навчався в Фельдкірхській комерційній академії. Потім навчався у Віденському економічному університеті в 1984—1987 роках, де вивчав економіку і психологію. У 1987 році, отримавши ступінь бакалавра, вступив до магістратури Віденського університету. У 1990 році отримав магістерський ступінь Віденського університету, а в 1994 році — докторський ступінь у цьому ж університеті.
Під час навчання працював науковим співробітником Віденського університету в 1992—1994 роках. У листопаді 1994 року вже стає доцентом Цюрихського університету, або ж асистентом. У 1999 році він отримав габілітацію, вища наукова кваліфікація. Паралельно з викладанням в Цюрихському університеті він перебував у складі дослідницької мережі Європейське регулювання торгових марок (EU-TMR ENDEAR) з березня 1998 року, він був головним дослідником, і пропрацював там до березня 2003 року. Також після завершення викладання в Цюрихському університеті в вересні 2000 року, він стає професором прикладної мікроекономіки в Університеті Санкт-Галлена і викладав до січня 2005 року.
В цей час він є професором з психології прийняття економічних рішень у Великій Британії (він також отримав британське громадянство) з 2005 року.
Крім того, він був з серпня 1994 року помічником в дослідницькому проєкті Австрійського наукового фонду по вимушеному безробіттю. Але вже в січні 1994 року він стає дослідником за контрактом у проєкті «Безробіття у літніх людей» в інституті Людвіга Больцмана у Відні, продовжуючи таким чином розвивати тему, яку він вивчав, бувши помічником до 1993 року. Саме дослідження тривало недовго, в березні він завершує роботу в цьому проєкті у віці 29 років у квітні 1994 року стає запрошеним лектором Лінцького університету.
|                | Психологія прийняття рішень надзвичайно актуальна для повсякденного життя. Просто подумайте про деякі рішення, які ви приймаєте протягом середнього дня, і як, наприклад, вони зображати постійну напругу між вашим почуттям власних інтересів і вашим почуттям духу громади. Хоча більшість з нас готові підняти свою вагу, якщо це роблять інші, все ще залишається питання про те, що ми називаємо проблемою фрірайдера — що робити з тими, хто споживає більше, ніж їх справедлива частка. Експериментальна економіка може пролити важливе висвітлення таких проблем та запропонувати цінну інформацію про те, як їх вирішувати. |
| — Сімон Гехтер | |

## Дослідження
Наукові інтереси Саймона стосуються галузі поведінкової та експериментальної економіки, економіки організації, економіки праці та теорії ігор. Основними його інструментами дослідження є експерименти. В цей час його головними науковими інтересами є добровільна співпраця за наявності безплатних стимулів для вершників та взаємодія матеріальних та психологічних стимулів.
Він є автором понад 200 статей, найпопулярнішими статтями його досліджень є:
- Альтруїстичне покарання у людях[3]
- Співпраця та покарання в експериментах з суспільними благами[4]
- Чесність і помста: Економіка взаємності[5]
- Соціальні уподобання, переконання та динаміка вільного катання в експериментах з суспільними благами[6]
- Чи люди умовно співпрацюють? Докази експерименту з суспільними благами[7]
- Асоціальні покарання в суспільствах[8]
- Взаємність як засіб виконання контракту: експериментальні докази[9]

## Нагороди
За свої досягнення був неодноразово відзначений:
- Prix Latsis National 2004 року (щорічно присуджується Швейцарським національним науковим фондом від імені Фонду Лациса, Женева, одному швейцарському вченому молодше 40 років).
- Премія Госсена 2005 (щорічно присуджується Німецькій економічною асоціацією одному досліднику, який отримав міжнародне визнання).
- Член Європейської економічної асоціації (з 2009 р).
- Обраний член Німецької академії наук Леопольдина (з 2010 р).
- Грант для просунутих дослідників Європейської дослідницької ради (ERC), 2 млн євро, 2012—2017 рр.
- Лауреат премії редактора за найкращу статтю по експериментальній економіці у 2018 р
- Найбільш цитований дослідник Web of Science 2019 р

## Внесок в науку
- У своїй статті «Коли соціальні норми пригнічують конкуренцію» в співавторстві з Е. Фером стверджував, що багато досліджень із застосуванням експериментів дослідження показують, що люди схильні відповідати взаємністю і карати за несправедливе поводження. Вони роблять припущення, що ці поведінкові реакції сприяють виконанню трудових контрактів і, отже, збільшують прибуток від торгівлі. Їм вдалося з'ясувати, що якщо тільки одна сторона ринку має можливості для взаємних дій у відповідь, вплив взаємності на виконання контрактів залежить від деталей системи матеріального стимулювання. Якщо обидві сторони ринку мають можливості для взаємних дій у відповідь, виникають стійкі й потужні ефекти взаємності. Зокрема, взаємна поведінка призводить до істотного збільшення набору обопільних примусових дій і, отже, до великого підвищення ефективності.
- У статті «Справедливість на ринку праці» в співавторстві з Е. Фером зробили огляд експериментів для вивчення потенціалу соціальних мотивацій в поясненні явищ на ринку праці. Постаралися довести, що лабораторні експерименти — це корисний інструмент для вивчення питань теорії ринку праці та економіки персоналу. Вони почали своє спостереження з того, що трудові відносини часто регулюються неповними контрактами. Вони хотіли проілюструвати у вигляді експерименту, що явище взаємності, яка призводить до обміну подарунками, є ефективним механізмом забезпечення виконання контракту в умовах неповноти контракту. Після чого вони доводять, що обмін подарунками може пояснити різні явища на ринку праці, які складно пояснити з точки зору нормальної економічної теорії. Далі вони розглянули область економіки персоналу, в якій багато досліджень проводяться з використанням експериментального методу, предметом якого є характеристики трудових відносин і питань систем мотивації й стимулювання. Але, не дивлячись на те, що вони розкривають всю важливість експериментального методу, вони все одно кажуть, що експеримент є доповненням до традиційних методів збору даних.